# باربادوس جو والکات
باربادوس جو والکات (انگلیسی: Barbados Joe Walcott; ۱۳ مارس ۱۸۷۳ – ۴ اکتبر ۱۹۳۵) بوکسور اهل باربادوس بود.